# Zdeněk Maršíček
Zdeněk Maršíček (* 30. června 1956 Chomutov) je český politik, počátkem 21. století poslanec Poslanecké sněmovny za KSČM.

## Biografie
Vystudoval Vysokou vojenskou politickou školu ve Lvově v tehdejším Sovětském svazu. Členem KSČ se stal v roce 1976. V letech 1977–1989 sloužil u Pohraniční stráže s hodností majora. Po roce 1989 své aktivity v tomto ozbrojeném sboru komentoval následovně: „na hranicích jsme se řídili tehdejším zákonem na ochranu hranic, nad jeho rámec jsme nešli.“ Po roce 1989 pracoval jako dělník a požární a bezpečnostní technik. Je ženatý.
V komunálních volbách roku 1994 a komunálních volbách roku 2002 neúspěšně za KSČM kandidoval do zastupitelstva města Jirkov. Profesně se k roku 2002 uvádí coby politický pracovník. Ve volbách v roce 2002 kandidoval do poslanecké sněmovny za KSČM (volební obvod Ústecký kraj). Nebyl zvolen, ale do sněmovny usedl dodatečně již v září 2002 jako náhradník poté, co zemřel poslanec Josef Houzák. Byl členem sněmovního výboru pro obranu a bezpečnost. Poslanecký mandát obhájil ve volbách v roce 2006. Byl místopředsedou výboru pro obranu a bezpečnost. Ve sněmovně setrval do voleb v roce 2010.
Ve stínové vládě KSČM spravuje resort vnitra.